# Ronny Karlsen
Ronny Karlsen (Trondheim, 25 ottobre 1978) è un ex cestista norvegese.

## Palmarès

### Squadra
- Campionato norvegese: 3

Asker Aliens: 2004-05, 2007-08, 2009-10

### Individuale
- BLNO Player of the Year (2010)
- BLNO Forward of the Year (2010)
- BLNO Domestic Player of the Year (2010)